# Ammolabrus dicrus
Ammolabrus dicrus là loài cá biển duy nhất thuộc chi Ammolabrus trong họ Cá bàng chài. Loài cá này được mô tả lần đầu tiên vào năm 1997.

## Từ nguyên
Tiền tố ammo trong từ định danh của chi trong tiếng Hy Lạp cổ đại có nghĩa là "cát", hàm ý đề cập đến môi trường sống trên nền đáy cát của loài này; labrus, tên gọi của chi điển hình Labrus trong họ Cá bàng chài.
Từ định danh của loài, dicrus, cũng bắt nguồn từ tiếng Hy Lạp cổ đại, mang ý nghĩa là "hình chữ chi, hình chạc cây", đề cập đến vây đuôi xẻ thùy của loài này.

## Phạm vi phân bố và môi trường sống
A. dicrus có phạm vi phân bố ở Bắc và Tây Bắc Thái Bình Dương. A. dicrus ban đầu chỉ được ghi nhận tại đảo Wake và đảo Oahu (quần đảo Hawaii). Từ năm 2012, loài này đã được quan sát ở vùng biển phía nam quần đảo Ryukyu.
A. dicrus sống trên nền đáy cát hoặc vùng bờ biển đá ở độ sâu trong khoảng từ 7 đến là 18 m, nhưng loài này đã được quan sát đến độ sâu 20 m ở Ryukyu.

## Mô tả
A. dicrus có chiều dài cơ thể tối đa được ghi nhận là gần 10,9 cm. Cơ thể của A. dicrus có màu xanh lam xám, chuyển thành màu trắng hồng ở bụng. Trên thân có một đốm màu nâu sẫm, nằm trên vị trí của chóp vây ngực (khi vây ngực áp vào thân). Đốm nâu này nhỏ cá cái, nhưng lớn hơn và có lẫn các vệt màu xanh lam đối với cá đực. Một vệt màu vàng trên gốc vây ngực, kéo dài lên mang ở cá đực, trong khi ở cá cái, vệt vàng này chỉ là một đốm mờ. Màu sắc của các vây cũng khác nhau giữa hai giới.
Số gai ở vây lưng: 9; Số tia vây ở vây lưng: 12; Số gai ở vây hậu môn: 3; Số tia vây ở vây hậu môn: 12; Số tia vây ở vây ngực: 13; Số gai ở vây bụng: 1; Số tia vây ở vây bụng: 5.

## Sinh thái và hành vi
Thức ăn của A. dicrus là những động vật phù du. Loài này bơi khá nhanh, thường hợp thành những đàn nhỏ.

### Trích dẫn
- John E. Randall; Bruce A. Carlson (1997). “Ammolabrus dicrus, A New Genus and Species of Labrid Fish from the Hawaiian Islands” (PDF). Pacific Science. 51 (1): 29–35.
- Y. Fukui; T. Uchida; H. Motomura (2018). “First Specimen-based Record of Ammolabrus dicrus (Perciformes: Labridae) from Japanese Waters, with Notes on Morphological Ontogenetic Changes and Geographic Variation”. Species Diversity. 23 (1): 115–120.